# Bruchidius tuberculiferus
Bruchidius tuberculiferus là một loài bọ cánh cứng trong họ Bruchidae. Loài này được Caillol miêu tả khoa học năm 1894.